# Скочдополь Роман
Рома́н Скочдопо́ль  (? — 1957) — український інженер, голова Українського технічного товариства, пластун.

## З життєпису
В середині 1920-х років — зв'язковий 56-го пластового куреня ім. гетьмана Петра Дорошенка в Тисьмениці.
1936 року взяв шлюб; дружина — Ірина Скочдополь (Бойцун, 1908—1984).
За краківського періоду — голова Українського технічного товариства.
1944 року був змушений з дружиною та донею Лясею виїхати до Німеччини. Після закінчення війни жили в таборі Ганав, а 1949 року виїхали до США і поселилися в Гартфорді (Коннектикут).
Пластовий сеньйор; член 1-го куреня ім. С. Тисовського. Члейн Крайової пластової ради; провідник Пласту у Гартфорді.
Помер 1957 року в Гартфорді.